# Instituto Nacional de Ciencias Médicas y Nutrición "Salvador Zubirán"
El Instituto Nacional de Ciencias Médicas y Nutrición Salvador Zubirán (INCMNSZ por sus siglas) es una institución de atención médica, enseñanza e investigación científica perteneciente a la Secretaría de Salud de México cuya especialidad es la medicina interna y la nutrición. Forma parte de los Institutos Nacionales de Salud, un sistema de 13 institutos de investigación en ciencias biomédicas en los que se brindan servicios de salud pública y docencia a la población en general, destacando entre los mejores de su tipo en Latinoamérica. Fue fundada en 1946 y se localiza en la alcaldía de Tlalpan, en el sur de la Ciudad de México, donde se encuentran los principales hospitales de la capital.
Desde 2022, su director es José Sifuentes Osornio.

## El instituto
Las prioridades del instituto son la investigación de alta calidad, la creación de conocimiento médico y la atención médica especializada. Fue fundado para atender los problemas de alimentación y las enfermedades derivadas de la desnutrición en México, considerados factores que inhiben el crecimiento y el desarrollo del país.

## Historia
El instituto empezó a funcionar en 1944 por iniciativa del doctor Salvador Zubirán, quien creó en el Hospital General de la Ciudad de México una pequeña unidad especializada en trastornos metabólicos y de la nutrición llamada Hospital de Enfermedades de la Nutrición. En 1945 el hospital se reorganizó y trasladó a instalaciones propias. Poco después empezó a recibir apoyo financiero de la Secretaría de Salud. La nueva institución atendía trastornos clínicos del metabolismo y relacionados con él. Aun así, no se inauguró oficialmente sino hasta el 12 de octubre de 1946, debido a la falta de espacio para construir las instalaciones de tratamiento e investigación. Al inaugurarse, el hospital tenía las especialidades de endocrinología, gastroenterología y hematología. En 1948 los investigadores del hospital empezaron a publicar los resultados de sus estudios en revistas médicas nacionales e internacionales.
En 1970 el hospital se trasladó del centro a su ubicación actual en el sur de la ciudad, y amplió sus servicios y especialidades. En 1987 fue reorganizado para transformarlo en uno de los 12 institutos principales de la Secretaría de Salud de México, y se cambió su nombre por el de Instituto Nacional de la Nutrición. En 1988 se le agregó el nombre de Salvador Zubirán en honor del médico que lo había fundado y sus contribuciones al conocimiento médico de la diabetes y la nutrición.
Desde 1948 el instituto publica una revista propia sobre ciencias médicas e investigación clínica llamada Revista de Investigación Clínica. Se publica bimestralmente a finales de febrero, abril, junio, octubre y diciembre.
El 26 de mayo de 2000 el nombre se cambió una vez más por el actual, Instituto Nacional de Ciencias Médicas y Nutrición Salvador Zubirán. La decisión fue tomada por la Secretaría de Salud para reflejar mejor las actividades de la institución.
Hoy en día un millar de personas estudian y trabajan en el instituto. Entre ellas se cuentan estudiantes de la Facultad de Enfermería y Obstetricia, así como estudiantes de cada una de las 50 especialidades médicas que allí se enseñan, y que comprenden subespecialidades clínicas y quirúrgicas. Es el instituto que tiene el mayor número de investigadores y la mayor producción científica en México. Al menos 150 profesionales de la salud que trabajan en el instituto están especializados en investigación médica. En 2010, 127 de ellos estaban afiliados al Sistema Nacional de Investigadores de México. De 2007 a 2009, los profesionales de la salud y los investigadores que trabajan en el instituto publicaron 1994 artículos científicos en revistas médicas. La investigación médico-científica continúa, pero los temas varían según las necesidades de la población. La investigación médica actual está especializada en diabetes, obesidad y otros trastornos de la nutrición.

## Reconocimientos y logros
La International Journal of Cuban Health and Medicine ha nombrado al instituto el hospital de enseñanza más especializado de América Latina.
Los médicos que trabajan en el instituto han ganado ocho veces el Premio Nacional de Ciencias y Artes.
En mayo de 2012 se realizó un trasplante de brazos en el instituto, el primero en México y América Latina. Sólo se habían realizado 21 trasplantes de su tipo en el mundo. Este fue el número 22. Duró 17 horas y participaron 19 personas entre médicos y enfermeros. Los brazos trasplantados al receptor, Gabriel Granados, son casi tan funcionales como los que tenía. Granados puede realizar 80% de las actividades que hacía antes, y el pronóstico es que alcance 90%.

## Directores generales
| Director                            | Periodo                                       |
| ----------------------------------- | --------------------------------------------- |
| Salvador Zubirán Anchondo           | 12 de octubre de 1946 - 10 de octubre de 1980 |
| Carlos Gual Castro                  | 10 de octubre de 1980 - 3 de junio de 1982    |
| Manuel Campuzano Fernández          | 11 de junio de 1982 - 16 de junio de 1992     |
| Donato Alarcón Segovia              | 16 de junio de 1992 - 14 de junio de 2002     |
| Fernando Bernardo Gabilondo Navarro | 14 de junio de 2002 - 17 de junio de 2012     |
| David Kershenobich Stalnikowitz     | 17 de junio de 2012 - 17 de junio de 2022     |
| José Sifuentes Osornio              | 17 de junio de 2022 -                         |

### Directores de área
- Director de Investigación:  Carlos Alberto Aguilar Salinas[15]
- Director de Enseñanza: José Alberto Ávila Funes
- Director de Medicina: José Sifuentes Osorio
- Director de Cirugía: Miguel Ángel Mercado Díaz
- Director de Nutrición: Martha Kaufer Horwitz
- Director de Administración: Carlos Andrés Osorio Pineda
- Director de Planeación y Mejora de la Calidad: Miguel Ángel Lima Alarcón
- Directora de Cooperación Interinstitucional: Rosa María Yáñez Clavel
- Directora de Comunicación Institucional y Social: Luz María Aguilar Valenzuela